# Anna von Nassau-Hadamar († 1329)
Anna von Nassau-Hadamar (* 1299; † 1329) war eine Adlige aus der älteren Linie des Hauses Nassau-Hadamar, die in das Haus Falkenstein eingeheiratet hatte.

## Leben
Anna von Nassau-Hadamar war die Tochter von Graf Emich I. von Nassau-Hadamar und dessen Ehefrau Anna von Nürnberg.
Sie war verheiratet mit Kuno II. von Falkenstein-Münzenberg († 1333) (Hochzeit vor 1312).
Aus der Ehe gingen folgende Kinder hervor:
- Luitgard von Falkenstein (* unbekannt, † vor dem 14. Juli 1363)[3][6], Hochzeit im Jahr 1343 mit Graf Emich V. von Leiningen-Hartenburg
- Philipp VI. von Falkenstein[3] (* etwa 1320, † zwischen dem 24. März 1370 und dem 6. August 1373)